# 慶州
慶州（けいしゅう）は、中国にかつて存在した州。隋代から宋代にかけて、現在の甘粛省慶陽市および寧夏回族自治区南部一帯に設置された。

## 隋代
596年（開皇16年）、隋により寧州帰徳県に慶州が設置された。605年（大業元年）、弘州が廃止され、管轄県の弘化県が移管された。607年（大業3年）に州が廃止されて郡が置かれると、弘化郡と改称され、下部に6県を管轄した。隋代の行政区分に関しては下表を参照。
| 州 | 慶州   | 弘州   | 郡 | 弘化郡                                    |
| 郡 | 不詳   | 不詳   | 県 | 洛源県 弘化県 合水県 華池県 馬嶺県 弘徳県 |
| 県 | 帰徳県 | 弘化県 | 県 | 洛源県 弘化県 合水県 華池県 馬嶺県 弘徳県 |

## 唐代
618年（武徳元年）、唐により弘化郡は慶州と改められた。742年（天宝元年）、慶州は安化郡と改称された。756年（至徳元載）、安化郡は順化郡と改称された。758年（乾元元年）、順化郡は慶州の称にもどされた。慶州は関内道に属し、順化・合水・楽蟠・馬嶺・同川・華池・懐安・延慶・洛源・方渠の10県を管轄した。

## 五代十国時代
| 名称 | 慶州   | 慶州   | 慶州   | 慶州   | 慶州   |
| 県   | 順化県 | 順化県 | 順化県 | 順化県 | 順化県 |
| 県   | 合水県 | 合水県 | 合水県 | 合水県 | -      |
| 県   | 楽蟠県 |        |        |        |        |
| 県   | 同川県 |        |        |        |        |
| 県   | 華池県 |        |        |        |        |
| 県   | 彭原県 |        |        |        |        |
| 県   | 真寧県 |        |        |        |        |
| 県   | 定安県 |        |        |        |        |
| 県   | 定平県 |        |        |        |        |
| 県   | 襄楽県 |        |        |        |        |
| 県   | -      | -      | 通遠県 | 通遠県 | 通遠県 |
| 州   | 寧州   | 寧州   | 寧州   | 寧州   | 寧州   |
| 州   | -      | -      | 威州   | 威州   | -      |
| 軍   | -      | -      | -      | -      | 通遠軍 |

## 宋代
960年（建隆元年）、北宋により陝西路の下部に慶州団練が設置された。963年（乾徳元年）、慶州と改称された。1125年（宣和7年）、慶州は慶陽府に昇格した。

## 金代
1142年（皇統2年）、金により慶陽府は慶原路と改められ、安化・彭原・合水の3県を管轄した。

## 元代
モンゴル帝国により慶原路は慶陽散府と改められた。1270年（至元7年）に慶陽散府は慶陽府と改められた。安化県と彭原県が廃止され、慶陽府は合水県1県を管轄した。